# Marolles-les-Braults
Marolles-les-Braults é uma comuna francesa na região administrativa do País do Loire, no departamento de Sarthe. Estende-se por uma área de 24.19 km². Em 2010 a comuna tinha 2 184 habitantes (densidade: 90,3 hab./km²).